# Ореовица (Пирот)
Ореовица је насеље Града Пирота у Пиротском округу. Према попису из 2022. има 33 становника (према попису из 2002. било је 128 становника).

## Историја
Место се пре 1880. године налазило у бившем Височком срезу. Ту је 1880. године записано: има 46 кућа, са 394 становника, међу којим нема писмених. Пореских глава је тада било 84.

## Демографија
У насељу Ореовица живи 127 пунолетних становника, а просечна старост становништва износи 65,5 година (63,3 код мушкараца и 67,7 код жена). У насељу има 67 домаћинстава, а просечан број чланова по домаћинству је 1,91.
Ово насеље је у потпуности насељено Србима (према попису из 2002. године), а у последња три пописа, примећен је пад у броју становника.
|  |

| Демографија | Демографија | Демографија |
| Година      | Становника  | Становника  |
| ----------- | ----------- | ----------- |
| 1948.       | 624         |             |
| 1953.       | 614         |             |
| 1961.       | 576         |             |
| 1971.       | 441         |             |
| 1981.       | 321         |             |
| 1991.       | 205         | 205         |
| 2002.       | 128         | 128         |

| Етнички састав према попису из 2002.‍ | Етнички састав према попису из 2002.‍ | Етнички састав према попису из 2002.‍ | Етнички састав према попису из 2002.‍ | Етнички састав према попису из 2002.‍ |
| ------------------------------------ | ------------------------------------ | ------------------------------------ | ------------------------------------ | ------------------------------------ |
|                                      |                                      |                                      |                                      |                                      |
| Срби                                 | Срби                                 |                                      | 128                                  | 100,0%                               |
| непознато                            | непознато                            |                                      | 0                                    | 0,0%                                 |

| Година пописа     | 1948. | 1953. | 1961. | 1971. | 1981. | 1991. | 2002. |
| ----------------- | ----- | ----- | ----- | ----- | ----- | ----- | ----- |
| Број домаћинстава | 101   | 99    | 106   | 106   | 94    | 85    | 67    |

| Број чланова      | 1  | 2  | 3  | 4 | 5 | 6 | 7 | 8 | 9 | 10 и више | Просек |
| ----------------- | -- | -- | -- | - | - | - | - | - | - | --------- | ------ |
| Број домаћинстава | 20 | 35 | 10 | 2 | 0 | 0 | 0 | 0 | 0 | 0         | 1,91   |

| Пол    | Укупно | Неожењен/Неудата | Ожењен/Удата | Удовац/Удовица | Разведен/Разведена | Непознато |
| ------ | ------ | ---------------- | ------------ | -------------- | ------------------ | --------- |
| Мушки  | 62     | 8                | 47           | 6              | 1                  | 0         |
| Женски | 66     | 3                | 46           | 15             | 0                  | 2         |
| УКУПНО | 128    | 11               | 93           | 21             | 1                  | 2         |

| Пол    | Укупно                    | Пољопривреда, лов и шумарство | Рибарство                            | Вађење руде и камена | Прерађивачка индустрија       |
| ------ | ------------------------- | ----------------------------- | ------------------------------------ | -------------------- | ----------------------------- |
| Мушки  | 40                        | 30                            | 0                                    | 0                    | 3                             |
| Женски | 26                        | 25                            | 0                                    | 0                    | 1                             |
| УКУПНО | 66                        | 55                            | 0                                    | 0                    | 4                             |
| Пол    | Производња и снабдевање   | Грађевинарство                | Трговина                             | Хотели и ресторани   | Саобраћај, складиштење и везе |
| Мушки  | 0                         | 4                             | 1                                    | 0                    | 0                             |
| Женски | 0                         | 0                             | 0                                    | 0                    | 0                             |
| УКУПНО | 0                         | 4                             | 1                                    | 0                    | 0                             |
| Пол    | Финансијско посредовање   | Некретнине                    | Државна управа и одбрана             | Образовање           | Здравствени и социјални рад   |
| Мушки  | 0                         | 0                             | 0                                    | 0                    | 0                             |
| Женски | 0                         | 0                             | 0                                    | 0                    | 0                             |
| УКУПНО | 0                         | 0                             | 0                                    | 0                    | 0                             |
| Пол    | Остале услужне активности | Приватна домаћинства          | Екстериторијалне организације и тела | Непознато            | Непознато                     |
| Мушки  | 0                         | 0                             | 0                                    | 2                    | 2                             |
| Женски | 0                         | 0                             | 0                                    | 0                    | 0                             |
| УКУПНО | 0                         | 0                             | 0                                    | 2                    | 2                             |